# بنانة
بنانة مولاة عبدالرحمن بن حسان الأنصاري، تابعية لها رواية عن عائشة.